# Comte des Saxons

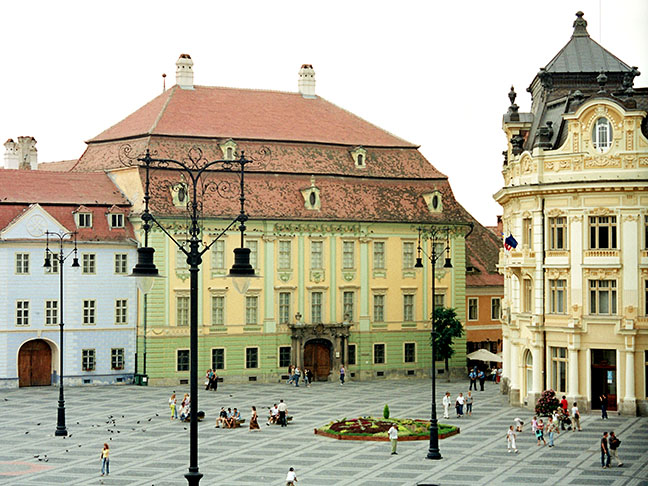
Palais des comtes des Saxons

Le comte des Saxons (en hongrois : szászok ispán ou szászok gróf ; en latin : comes Saxonum) désignait le chef des saxons de Transylvanie, communauté de langue allemande vivant en Transylvanie au sein du royaume de Hongrie. Le comte des Saxons remplissait des fonctions législatives, judiciaires et exécutives en tant que président de l'université saxonne de Transylvanie, organe autonome dédits Saxons. Il était aussi juge royal de Nagyszeben (Hermannstadt).
Il y avait deux réunions par an en plus de celles, fréquentes, du conseil municipal de Nagyszeben qui gérait les affaires.
Le comte des Saxons était nommé par le roi puis directement par les Saxons eux-mêmes à partir de l'époque du roi Matthias.
À la suite des articles VII de Pozsony et I de Kolozsvár de 1848 qui déclarent l'union de la Transylvanie avec la Hongrie, l'administration publique de la Fondation royale, ou Pays saxon, reste inchangée.
Avec la simplification administrative de la Hongrie en 1876, les sièges saxons et sicules transylvains disparaissent pour faire place aux comitats. L'université saxonne de Transylvanie disparait comme corps politique pour n'avoir plus qu'un rôle culturel. Dans le même temps, le titre de comte des Saxons revient au főispán (comte suprême) du comitat nouvellement créé de Szeben.